# Hotîj, Iemilciîne
Hotîj (în ucraineană Хотиж) este un sat în comuna Reasne din raionul Iemilciîne, regiunea Jîtomîr, Ucraina.

## Demografie
Componența lingvistică a localității Hotîj
     Ucraineană (97,67%)
     Rusă (2,33%)
Conform recensământului din 2001, majoritatea populației localității Hotîj era vorbitoare de ucraineană (97,67%), existând în minoritate și vorbitori de rusă (2,33%).